# Lukas Bertagnolli
Lukas Bertagnolli (* 1978 in Bozen) ist ein italienischer Journalist aus Südtirol.

## Leben
Lukas Bertagnolli studierte Philosophie, Publizistik und Filmwissenschaft in Wien und in Berlin, schrieb Kritiken für die Tageszeitung Dolomiten, war Redakteur in den Medienhäusern ff-Media, Athesia und ORF, sowie Programmentwickler bei Servus TV. Er wechselte 2013 zu Rai Südtirol, wo er den Fall Hans Kammerlander aufdeckte und das erste Wolfsrudelrevier in Südtirol an die Öffentlichkeit brachte.

## Kontroversen
In der Polemik um das Kunstwerk Zuerst die Füße von Martin Kippenberger im Museion von Bozen 2008 argumentierte Bertagnolli für das Kunstwerk und bewertete dessen Positionierung durch Kuratorin Corinne Diserens zwiespältig. Die Analysen stießen auf Zustimmung in Künstlerkreisen.
„Sie sehen einen Frosch ans Kreuz genagelt und assoziieren: Frosch = Jesus. Die ängstlichen Agitatoren stoppen an diesem Punkt ihre Reflexion und beschimpfen das Kunstwerk als blasphemisch. (…) Am Kreuz hängt ein jämmerlicher Froschkönig, der sich für niemanden opfern und dem womöglich auch kein Gnadenkuss mehr helfen kann (…) ein moderner Ego-Märtyrer, und das Bier und das Ei sind seine Attribute.“
2013 kam Bertagnolli nach Recherchen zum Schluss, dass Bergsteiger Hans Kammerlander den schweren Verkehrsunfall vom 26. November 2013 bei Uttenheim verursacht hat und nicht – wie Medien im In- und Ausland berichteten – der dabei getötete René Eppacher. Kammerlanders Manager Sigi Pircher versuchte die Sendung des Berichtes in der Rai Tagesschau zu verhindern, was ihm für die Spätausgabe gelang. Bertagnollis Rechercheergebnisse lösten eine Protestwelle in den sozialen Medien aus. Sie wurden im April 2014 von der Staatsanwaltschaft Bozen bestätigt, ein Jahr darauf vom Landesgericht Bozen.
Im Streit um die Rückkehr der Wölfe 2018 beschreibt Bertagnolli den Wolf als „Sehnsuchtsbiest“ der europäischen Integration. Almen sollten vor dem EU-Schutzstatus der Wölfe nicht resignieren, sondern nach eigenen Strategien suchen und mehr öffentliches Geld erhalten für mehr Hirten.   

## Werke
- Heimatgedankenheimat (Dokumentarfilm, A 2000)
- Plodn – Italien in autonomistischen Turbulenzen (Rai Südtirol, 2017)
- Morgen selig: Josef Mayr Nusser (Rai Südtirol, 2017)
- Gelöst/Ungelöst – Südtirol und das Los von Trient (Rai Südtirol, 2017)
- Das erste Wolfsrudel (Rai Südtirol, 2018)
- Coronakrise: Und dann war ich arbeitslos (Rai Südtirol, 2020)
- Coronakrise: Südtirols Unternehmer trotzen dem Shutdown (Rai Südtirol, 2020)

## Auszeichnungen
Literarischer Preis der Stiftung Südtiroler Sparkasse 2001